# باري روبين
باري روبين (بالإنجليزية: Barry Rubin)‏ هو لاعب كرة قدم أمريكية أمريكي، ولد في 25 يونيو 1957.